# ایهلوو
ایهلوو (به آلمانی: Ihlow) یک شهر در آلمان است که در آوریش واقع شده‌است. ایهلوو ۱۲٬۶۴۴ نفر جمعیت دارد.